# Петровский сельский совет (Глобинский район)
Петровский сельский совет (укр. Петрівська сільська рада) — входит в состав
Глобинского района
Полтавской области
Украины.
Административный центр сельского совета находится в 
с. Петровка.

## История
- 1928 — дата образования.

## Населённые пункты совета
- с. Петровка
- с. Турбаи